# Дніпропетровський обласний театр ляльок
Дніпропетровський обласний театр ляльок — колишній ляльковий театр, що працював у місті Дніпропетровську протягом 1939—1997 років. Розміщався у приміщенні на вулиці Московской, сейчас Володимира Мономаха, № 23. З 1997 року у його приміщенні на його базі та базі Дніпропетровського театру юного глядача створений Дніпропетровський обласний український молодіжний театр.

## Історія
Театр заснований у 1939 році як Дніпропетровський пересувний театр ляльок. Ініціаторами його створення були режисер Борис Оселедчик, художниця Е. Гоздзь, актори В. Гумилевська, Г. Гребенников, М. Туберовська, С. Золотарьова та інші. Відкрився виставою «Веселий кравчик» І. Веприцької. З 1941 року — Дніпропетровський державний ляльковий театр. 1958 року отримав стаціонарне приміщення.
У різні роки в театрі працювали режисери Ю. Корбін, А. Колесников, Анатолій Москаленко, Валерій Бугайов, Валентина Батуринець, актори Н. Воронова, Володимир Васильєв, Тетяна Чикирова, Михайло Овсяников, Світлана Пориваєва, Алла Чавайло, Варвара Семко, Ігор Туркенич, Федір Романов, художники Віктор Нікітін, Семен Духовенко.

### Репертуар
У репертуарі були вистави «Андрій-стрілець та Марія-голубка», «Пригоди Буратіно», «Я — курча, ти курча», «Горіховий прутик», «Лошарик», «Хлопчисько з зеленого стручка» («Котигорошко»), «Стійкий олов'яний солдатик», «38 папуг», «Маяковський — дітям», «Абрикосова кісточка» Н. Осипової, «Палаючі вітрила» та «Гаврош» Леоніда Браусевича, «Казка про попа і наймита його Балду» за Олександром Пушкіним, «Пітер Пен» за Джеймса Баррі. У 1983 році театром вперше було поставлено виставу для дорослих — «Російський секрет» Бориса Рацера та Володимира Константинова; у 1988 році театр здійснив постановку вистави для дорослих «Дракон» за п'єсою Євгена Шварца.

### Відзнаки
Колектив став лауреатом:
- 1-го республіканського фестивалю театрів ляльок за виставу «Червоні дияволята» за Павлом Бляхіним (Луцьк, 1983);
- 2-го республіканського фестивалю театрів ляльок за виставу «Маленький принц» за Антуаном де Сент-Екзюпері (1986).

У 1990 році театр став володарем нагород на фестивалях у Москві, Варні, Бекешчабі за вистави «Любов до одного апельсина» В. Синакевича, «Відьми та всі інші» Анни Шмідт.